# Stictococcus intermedius
Stictococcus intermedius är en insektsart som beskrevs av Robert Newstead 1917. Stictococcus intermedius ingår i släktet Stictococcus och familjen Stictococcidae. Inga underarter finns listade i Catalogue of Life.